# سیارک ۲۷۲۷۹
سیارک ۲۷۲۷۹ (به انگلیسی: 27279 Boburan، نامگذاری:2000AW62)۲۷۲۷۹مین سیارک کشف شده‌است که در ۰۴ ژانویه ۲۰۰۰ کشف شد.